# Newton Adams

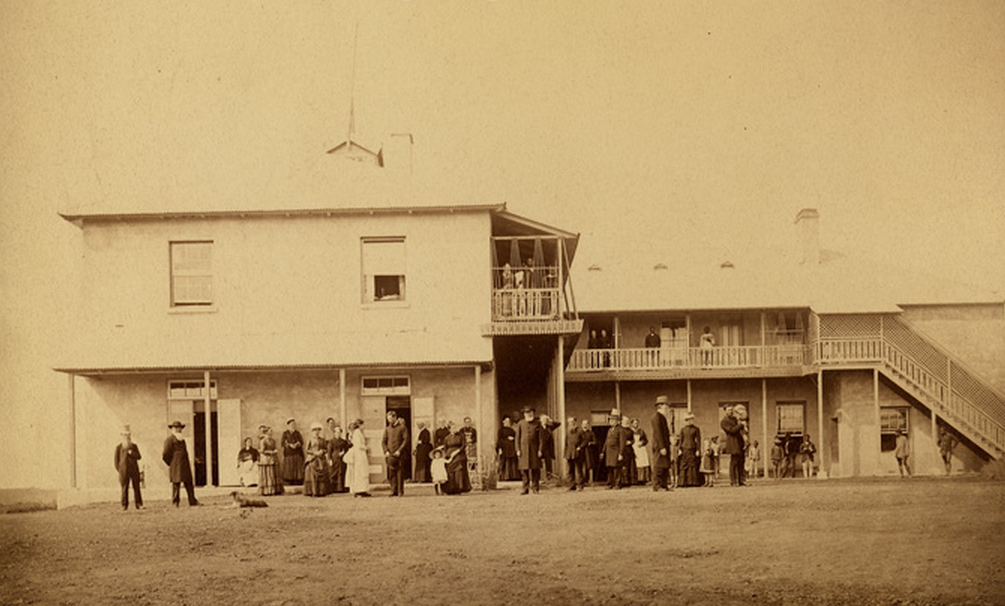
La Misión Adams, cerca de Amanzimtoti en 1886.

Newton Adams (4 de agosto de 1804 – 16 de septiembre de 1851) fue un misionero estadounidense y doctor que trabajó en el sur de África. Adams trabajó como doctor en medicina en la ciudad de Nueva York por un tiempo previo a su servicio voluntario en el Directorio de Comisionados de Asuntos Exteriores de Estados Unidos (American Board of Comissioners for Foreign Affairs). Enviado a una misión en Natal, en el sur de África, Adams se convirtió en uno de los primeros doctores en esa región. Posteriormente, estableció una misión en Adams Mission, donde enseñó y predicó, además de ser doctor. Después de su muerte, la Universidad Adams se estableció en su nombre.

## Primeros años
Adams nació en East Bloomfield, Condado de Ontario en Nueva York, Estados Unidos el 4 de agosto en 1804.
Fue a la Universidad Hamilton en Nueva York y ejerció la medicina durante dos años tras graduarse en esta ciudad. 
Siendo un congregacionalista cristiano, fue voluntario en una misión de trabajo con la American Board of Commissioners for Foreign Missions (ABCFM). Se le nombró médico en una misión y fue enviado a trabajar con las tribus Zulú y Ndebele del Sur.
Partió de Estados Unidos desde Boston el 3 de diciembre de 1834, acompañado por su esposa que llegó desde Ohio. Sus colegas de ABCFM a bordo fueron los misioneros Daniel Lindley, el doctor Alexander Erwin Wilson y otros tres misioneros con sus esposas.  Adams and Wilson became the first two medical doctors to settle in Natal.

## Trabajo misionario
Lindsey llegó a Natal en 1835 y estableció una estación misionera en Umlazi junto a Adams como su doctor.
Lindley y Adams dirigieron una escuela y una imprenta en Umlazi. Practicó la medicina e imprimió panfletos en lenguaje zulú con el permiso del rey Zulú Dingane.
Los zulúes saquearon la estación en 1838. Ordenado como sacerdote en 1844, Adams frecuentemente daba sus sermones a congregaciones de hasta 1,000 personas. Su escuela brindó educación formal a 100 alumnos y sus destrezas médicas gozaron de buena reputación tanto entre los colonos británicos, Afrikáners como las tribus indígenas. Newton Adams fue conocido por los zulúes como "el maestro con tres chaquetas" por su práctica de cambiar de vestimenta para estar acorde a sus diferentes áreas de trabajo, incluyendo su chaqueta blanca de médico.
Adams mudó su misión a una localidad cerca de Amanzimtoti en 1847 y el poblado que creció a su alrededor se llamó posteriormente Adams Mission. Fue nombrado en 1847 mediador en la Comisión de la Tierra Natal establecida como una reserva indígena en el país.
Adams murió en Adams Mission el 16 de septiembre de 1851; a su funeral asistieron muchos de los residentes de Durban y oficiales militares.